# Голованово (Псковский район)
Голованово — деревня в Ершовской волости Псковского района Псковской области России.
Расположена в 20 км к северу от центра города Пскова и в 12 км к северо-востоку от волостного центра деревни Ершово.
| 2001 | 2002 | 2010 |
| ---- | ---- | ---- |
| 4    | →4   | ↘2   |